# بوغدان كووالتشيك
بوغدان كووالتشيك (بالبولندية: Bogdan Kowalczyk)‏ (12 أغسطس 1946 في بولندا - ) هو لاعب كرة يد بولندا. شارك في الألعاب الأولمبية الصيفية 1972.

## وصلات خارجية
- بوغدان كووالتشيك على موقع أوليمبيديا (الإنجليزية)
- بوغدان كووالتشيك على موقع اللجنة الأولمبية البولندية (مؤرشف) (البولندية)